# Orient (Iowa)
Orient é uma cidade localizada no estado americano de Iowa, no Condado de Adair.

## Demografia
Segundo o censo americano de 2000, a sua população era de 402 habitantes.
Em 2006, foi estimada uma população de 387, um decréscimo de 15 (-3.7%).

## Geografia
De acordo com o United States Census Bureau tem uma área de
1,2 km², dos quais 1,2 km² cobertos por terra e 0,0 km² cobertos por água. Orient localiza-se a aproximadamente 412 m acima do nível do mar.

## Localidades na vizinhança
O diagrama seguinte representa as localidades num raio de 20 km ao redor de Orient.